# Протекторат Малта
Протекторат Малта је био британски протекторат на острву Малта који је постојао у периоду од 1800. до 1813. године.

## Историја
Током Малтешког устанка против Француза, Малтежани су формирали Народну скупштину као привремену владу. Послати су изасланици британској флоти на Сицилији који су молили за помоћ. Британски конвој који се састоји од тринаест бродова капетана Џејмса Саумареза појавио се са Сицилије крајем септембра 1798. године. Октобра, сир Александар Бал стигао је на Малту, а годину дана касније именован је за цивилног комесара. Француски гарнизон под Анријем Белграндом де Вубоом напуштају Валету, а острво се предало 4. септембра 1800. године. Успостављен је британски протекторат. Комесар Чарлс Камерон је августа 1801. године именовао Емануела Витала за гувернера Гоца уместо Саверија Казара. Гоцо је постао независна држава.
У складу са одредбама Амијенског мира (1802), Требало је да Британци напусте Малту, али британски краљ није испунио своју обавезу што је, уз неизвршавање још неких обавеза, довело до раскида споразума и наставка рата. Јуна 1802. године 104 представника малтешких градова и села потписали су декларацију познату као La Dichiarazione dei Diritti degli abitanti delle Isole di Malta e Gozo (Декларација о правима становника острва Малте и Гоцоа). Њоме је Џорџ III проглашен мачтешким краљем. Није имао права да Малту преда другој сили. Декларацијом је одређена и аутономија Малте.
Крајем 18. века принц Лампедузе дозволио је Салвадореу Гату, малтешком предузетнику, да се настани на острву са неколико малтешких радника. Британци су намеравали да Лампедузу претворе у поморску базу уместо Малте, али идеја није спроведена у дело јер острво није имало веће луке. Упркос томе, власти Малте покушале су да анектирају острво јер су веровали да може да се користи за снабдевање Малте храном у случају Наполеоновог освајања Сицилије. Салвадоре Гат преноси 1810. године закуп Александру Фернандезу из Британије. Пословни подухват Фернандеза одбијен је од стране британске владе. Даље проблеме проузроковала је куга на Малти (1813-1814), а 25. септембра 1814. године сир Томас Мејтланд је повукао трупе са Лампедузе. Салвадоре је остао власник острва до 1818. године. Малта је 1813. године претворена у Крунску колонију Малту. Малта и званично постаје британска колонија након потписивања Париског мира 1814. године.

## Комесари Малте
| име (рођење-смрт)                      | слика | од               | до                |
| -------------------------------------- | ----- | ---------------- | ----------------- |
| Александар Бал (1757–1809)             |       | 9. фебруар 1799. | фебруар 1801.     |
| Хенри Пишот (1750–1840)                |       | фебруар 1801.    | јул 1801.         |
| Чарлс Камерон (1766–1820)              |       | јул 1801.        | 1802.             |
| Александар Бал (1757–1809) (други пут) |       | 1802.            | 25. октобар 1809. |
| Хилдебранд Оукс (1754–1822)            |       | мај 1810.        | 23. јул 1813.     |